# Mosopia megaspila
Mosopia megaspila är en fjärilsart som beskrevs av Walker 1865. Mosopia megaspila ingår i släktet Mosopia och familjen nattflyn. Inga underarter finns listade i Catalogue of Life.